# لاخه فورسه
لاخه فورسه (به هلندی: Lage Vuursche) یک منطقهٔ مسکونی در هلند است که در بارن واقع شده‌است. لاخه فورسه ۱٬۴۶۰ نفر جمعیت دارد.